# Протиглисні засоби
Протигли́сні за́соби (протиглистні засоби, протигельмінтні засоби, антигельмінтні засоби, антигельмінтики, застаріле — глистогінні засоби, протиглистяні засоби) — лікарські препарати та інші, не лікарські засоби, які застосовують у лікуванні гельмінтозів.
Розрізняють:
- синтетичні протигельмінтні препарати — мебендазол, альбендазол, празиквантел тощо,
- засоби рослинного походження — квітки полину цитварного  (Flores Cinae), квітки пи́жма (Flores Tanaceti), насіння гарбуза (Semen cucurbitae), екстракт чоловічої папороті[2] тощо.
- інші засоби — зокрема, використовують для лікування кишкових гельмінтозів введення всередину кишечника кисню.

Механізм дії антигельмінтних препаратів різний:
- засоби, що порушують функцію нервово-м'язової системи у круглих червів (піперазин, левамізол, пірантел тощо);
- засоби, що паралізують нервово-м'язову систему у стрічкових червів й сисунів (празиквантел тощо);
- засоби, що порушують утилізацію глюкози у різних гельмінтів (мебендазол, альбендазол тощо);[3]